# Anthus lutescens
Anthus lutescens е вид птица от семейство Стърчиопашкови (Motacillidae).

## Разпространение
Видът е разпространен в Аржентина, Боливия, Бразилия, Венецуела, Гвиана, Колумбия, Панама, Парагвай, Перу, Суринам, Уругвай, Френска Гвиана и Чили.